# Ludwig Meidner
Ludwig Meidner, född 18 april 1884 i Bernstadt i Schlesien, död 14 maj 1966 i Darmstadt, var en tysk expressionistisk konstnär och diktare.

## Biografi
Ludwig Meidner föddes i Bernstadt i den historiska tyska regionen Schlesien. Staden heter idag Bierutów och ligger i Polen. Efter en lärlingstid som stenmurare och studier vid Kunst- und Kunstgewerbeschule Breslau i dagens Wrocław flyttade Meidner till Berlin. Där arbetade han som illustratör i expressionistiska tidskrifter. Han tjänstgjorde som tolk under första världskriget vilket fick bestående inflytande på hans konst. 1918 utkom på Kurt Wolff Verlag i Leipzig hans prosapoetiska Im Nacken das Sternemeer tillsammans med tolv teckningar. Under tredje riket fördömdes hans bildkonst som entartete Kunst och han förbjöds att ställa ut på grund av sin judiska tillhörighet. Från över 20 olika tyska museer beslagtogs verk av honom. Hans oljemålning Selbstbildnis / Självporträtt (1912) visades på vandringsutställningen Entartete Kunst fram till Stettin (1937–1939). Det fanns även en svartvit reproduktion av den i utställningskatalogen. Målningen såldes tillbaka till sitt ursprungliga museum Hessisches Landesmuseum Darmstadt av en privatperson 1958. Ludwig Meidner emigrerade 1939 till England och återvände först 1953 till Tyskland.